# Koutine
Koutine est une ville du sud de la Tunisie, située dans une région agricole à une dizaine de kilomètres au nord-ouest de Médenine.
En 1978, le forage d'eau douce est concédé à la Société des eaux de Koutine avant d'être acquis en 1998 par la Société des boissons de Tunisie qui commercialise l'eau minérale Jektiss. La ville abrite le siège social de la Société des boissons de Tunisie, avec deux usines d'embouteillage pour l'eau minérale plate et gazeuse, mais aussi les boissons gazeuses. 
De plus, Koutine abrite aussi, depuis 1979, le siège social et une usine de la Société régionale des industries laitières qui produit, transforme et commercialise des produits laitiers et dérivés au niveau national sous la marque YOGO.
Les principales productions agricoles des environs sont les céréales (blé et orge) et les olives.
Rattachée à la délégation de Médenine Nord, Koutine est habitée par 1 980 habitants en 2004.

## Éducation
- École primaire et collège